# جين سيمور (ممثلة)
جين سيمور (بالإنجليزية: Jane Seymour)‏ (ولدت جويس بينيلوبي ويلهلمينا فرانكنبرغ؛ 15 فبراير 1951) ممثلة بريطانية أمريكية.

## روابط خارجية
- الموقع الرسمي
- جين سيمور   على فيسبوك.
- جين سيمور على موقع IMDb (الإنجليزية)
- جين سيمور على موقع روتن توميتوز (الإنجليزية)
- جين سيمور على موقع مونزينجر (الألمانية)
- جين سيمور على موقع ألو سيني (الفرنسية)
- جين سيمور على موقع ميوزك برينز (الإنجليزية)
- جين سيمور على موقع ميوزك برينز (الإنجليزية)
- جين سيمور على موقع تيرنر كلاسيك موفيز (الإنجليزية)
- جين سيمور على موقع أول موفي (الإنجليزية)
- جين سيمور على موقع قاعدة بيانات برودواي على الإنترنت (الإنجليزية)
- جين سيمور على موقع قاعدة بيانات الأفلام السويدية (السويدية)
- Jane Seymour at Emmys.com